# 音尾琢真
音尾琢真（日语：／ Otoo Takuma ，1976年3月21日—）是日本男演員，北海道旭川市出身，所屬經紀公司為CREATIVE OFFICE CUE，亦為劇團「TEAM NACS」成員之一。自1996年出道以來，活躍於電影、電視劇與舞台劇領域，以在《警視廳搜查一課9係》、《下町火箭》等作品中的穩健演技廣受好評。

## 經歷
音尾琢真出生於北海道旭川市，雖然出生後不久曾隨父母短暫前往深川市居住，最終在小學時期返回旭川，因此以旭川市為出身地。高中就讀北海道旭川西高等学校，期間參加男子新體操部並曾擔任部長，對扭轉靈活性等身體能力培養有深遠影響。高中畢業後，雖試圖考取大阪藝術大學，但遵從父母意見，最終選擇就讀北海學園大學經濟學部，並加入校內演劇研究會，開始投入表演藝術。
1996年，他與森崎博之、安田顯、戸次重幸及大泉洋共同成立演劇團隊「TEAM NACS」，正式展開職業表演者之路。早期他活躍於北海道地方的電視與廣播節目中，曾受邀參與《水曜どうでしょう》《ドラバラ鈴井の巣》《いばらのもり》等節目，並以「音尾タクマ」名義於FM節目中擔任主持或配音工作。
2000年，他與戶次重幸一同轉入 CREATIVE OFFICE CUE，成為正式旗下藝人，並於2004年5月以TEAM NACS第10回公演《LOOSER〜失い続けてしまうアルバム〜》在東京陽光劇場（Sunshine Theatre）進行首次東京進出，引起業界關注。同年，CREATIVE OFFICE CUE與大型事務所 Amuse 建立業務合作，音尾琢真遂同時拓展至日本全國市場演藝領域。
2008年，他與女演員春日井靜奈結婚，隨後定居東京，生活與演藝活動多轉向都會中心，同時維持與北海道的團體連繫。2017年，兩人喜迎第一女兒出生。

## 作品列表

### 電影[10][11]
- 2016年：《日本最惡的傢伙們》
- 2017年：《關原之戰》
- 2018年：《孤狼之血》（日语：孤狼の血 (映画)）
- 2018年：《檢察方的罪人》
- 2019年：《七人的會議》
- 2019年：《默片辯士！》
- 2021年：《神劍闖江湖 最終章 The Final》
- 2021年：《孤狼之血 LEVEL2》
- 2022年：《決戰在星期天》
- 2022年：《只是現在有點不順而已》
- 2022年：《死刑之病》
- 2023年：《傳奇與蝴蝶》
- 2023年：《我的家庭英雄》
- 2024年：《斬棋盤》
- 2024年：《風啊‧暴風啊 劇場版》
- 2024年：《十一人之賊軍》
- 2024年：《如果德川家康成為總理大臣的話》（日语：もしも徳川家康が総理大臣になったら#映画）
- 2025年：《鬼殺之城》
- 2025年：《吸血鬼萬歲》

## 外部鏈接
- 音尾琢真 - NHK人物錄
- 音尾琢真 - テレビドラマデータベース